# Grabiszew (powiat poddębicki)
Grabiszew – wieś w Polsce położona w województwie łódzkim, w powiecie poddębickim, w gminie Wartkowice.
W latach 1975–1998 miejscowość należała administracyjnie do województwa sieradzkiego.